# Yahir
Yahir Othón Parra (Hermosillo, Sonora, 21 de marzo de 1979); es un cantautor y actor mexicano. 
Se dio a conocer en 2002 como participante del reality show La Academia en su primera generación, donde obtuvo el cuarto lugar de la competencia. Es el mayor de tres hermanos e hijo de Francisco Javier Othón Tabardillo y Dora Parra.

## Biografía
Desde temprana edad Yahir mostró su gusto por la música, con la edad de siete años su abuelo Ramón Othón, le enseñó su primera canción: "Mi ranchito". A la par realizó su primera presentación con un mariachi en una cantina en un pueblo de Sonora.
A los 17 años de edad, tiene su primera experiencia laboral tocando en un bar de Hermosillo, Sonora; donde se presenta por espacio de seis meses, para luego ir a cantar a un hotel de Tijuana, lugar en donde reside, tiempo después se muda junto con su hijo Tristán, a la casa de su mejor amigo Manuel Mancillas y familia, hasta que se mudó a la Ciudad de México a mediados del 2002.

### La Academia
Ingresó al reality show de música La Academia, producido por TV Azteca, siendo participante de la primera generación del programa en 2002, donde demostró que tenía las herramientas para abrirse camino a la música, logrando el cuarto lugar de la competencia.
En dicha competencia logró destacar con diferentes temas musicales como «Persiana americana», «Es por tí», «Corazón partío», «Princesa tibetana» y «Alucinado», este último lo saltó a la fama haciéndolo todo un éxito, también el tema de la novela «La duda» con Nadia, después de haber participado en La Academia, empieza a trabajar en su álbum debut homónimo.

### 2003: Yahir
El 25 de febrero de 2003 lanza su primera producción discográfica titulada «Yahir» bajo la discográfica Warner Music, producido por Óscar López, uno de los productores más importantes y reconocidos; quien ha trabajado con artistas como: José José, Thalía, Mijares, Caifanes, Maldita Vecindad y Miguel Mateos, entre muchos otros.
En este álbum trabajaron compositores como Armando Manzanero y Juan Luis Giménez (Presuntos Implicados), quienes colaboraron con los temas «Regresa a mí» y «Yo soy». Otros de los temas que conformaron este disco son: «Tu piel», «Ellas», «Carnaval», «Noches como esta», «Si me miras así» y «Alucinado»; este último un cover del cantante italiano Tiziano Ferro. Logró desde su lanzamiento el lugar #1 de las listas de popularidad de México durante varios meses, por lo que muy pronto el artista se hace acreedor a disco de oro y disco de platino por más de 250.000 copias vendidas.
De igual manera, recibe el premio Lunas del Auditorio como la «revelación masculina» del año, el Premio Oye! como la «revelación masculina» del año. En estos últimos premios igualmente resulta nominado dentro de las categorías «Canción del año» y «Solista masculino en español».
A la par del lanzamiento de este álbum como solista, Yahir participa como protagónico de la telenovela de TV Azteca «Enamórate» junto a Martha Higareda y sus compañeros José Antonio de la O y María Inés Guerra. Participa en el álbum discográfico de Erika Alcocer Luna Devuélveme la vida con el tema «El alma en pie».
La noche del 13 de julio de 2003 Yahir se coronó como el gran ganador de una cantidad millonaria de $6'000.000 en el primer Desafío de estrellas.

### 2004: Otra historia de amor
En 2004 lanza «Otra historia de amor» su segundo álbum de estudio producido y dirigido por Emanuelle Ruffinengo, quien en su momento también trabajaba y producía a Alejandro Sanz, Armando Manzanero, Ana Belén y Cristian Castro, entre otros.
Ese mismo año lanzó su primer sencillo promocional «La locura», que desde su lanzamiento a la radio el 17 de mayo de 2004 en México y Estados Unidos, logra ocho meses consecutivos en el lugar número uno de las listas radiales de popularidad de México, graba con la cantante Nadia el videoclip «Contigo sí» y también se convierte en el tema principal de la telenovela «Soñarás»; y de la cual también es el actor protagonista de la historia de Televisión Azteca.
Otra historia de amor sale a la venta simultáneamente en México y Estados Unidos, el 6 de julio de 2004; tras haber alcanzado un récord Guiness (por la mayor cantidad de discos firmados consecutivamente -2852- en un total de ocho horas con 15 minutos) a nivel mundial, y gracias a sus ventas se hace acreedor de disco de oro por más de 50.000 copias vendidas y al poco tiempo se hace merecedor de disco de platino por más de 100.000 copias vendidas en México.

### 2005: No te apartes de mi
Homenaje Roberto Carlos
Para 2005 Yahir presenta un tercer álbum de estudio de concepto que incluyó una selección de los más grandes temas de Roberto Carlos, producido por Gutto Graca Mello director cabecera del cantante brasileño. «No te apartes de mí» es el título del álbum y del primer sencillo promocional, que se lanzó simultáneamente a toda la radio a nivel nacional en México, Estados Unidos, Centroamérica y Sudamérica el 22 de septiembre del mismo año.
Para la realización de este álbum Yahir se trasladó a Blue Studios en la ciudad de Río de Janeiro, Brasil; en donde grabó por un mes versiones de las algunas canciones de Roberto Carlos como «Amada, amante», «Un gato en la oscuridad» y «Que será de tí», «No te apartes de mí» son: «Detalles», «La Paz de tu sonrisa», «Sabores», «La distancia», «Propuesta», «Si tu piensas», «Fuerza extraña», «Jesùs Cristo» y «No te apartes de mí» versión pop y acústica.

### 2006: Con el alma entre las manos
En 2006 Yahir regresó con el álbum «Con el alma entre las manos», grabado en Río de Janeiro, Brasil y Los Ángeles, California y producido por Gutto Graca Mello, con quien anteriormente ya había trabajado en su producción discográfica pasada. Cuenta con la colaboración de importantes compositores como William Paz (La locura), Kiko Campos, Alejandro Fernández, Pandora, Miguel Luna, Ricardo Arjona, y Reyli Barba, entre otros.
El primer corte promocional del álbum es el tema «Maldito amor», escrito por Christina Luzzi y Gustavo Santander. El álbum obtuvo disco de oro y disco de platino por más de 100.000 copias vendidas en México. También hace una participación en el álbum discográfico de Cynthia Rodríguez Soy, con el tema «Olvidando y recordando».

### 2007 - 2008: Recuerdos
En 2007 Yahir lanza el recopilatorio titulado «Recuerdos», una recopilación de sus más grandes éxitos, el cual fue editado en México, Estados Unidos y Latinoamérica. Contando con temas como «Alucinado»; «La locura», «Fue ella, Fui yo», «El amor» y «Detalles»; entre otros. Incluyó además un tema inédito titulado «Márcame la piel», que fue tema de la telenovela «Bellezas indomables», historia de la cual Yahir es el artista protagónico a lado de Claudia Álvarez.
El lanzamiento de «Recuerdos» fue el 7 de agosto del mismo año y coincidió con el arranque de una gira promocional y de conciertos por toda la República Mexicana, Estados Unidos, Latinoamérica y España. Este álbum logró disco de oro.

### 2009 - 2011: Elemental
Yahir regresa en 2009 con su quinto álbum llamado «Elemental», de la mano del reconocido productor Áureo Baqueiro, quien ha trabajado con artistas como Sin Bandera, Thalía, Ha*Ash, Pandora, entre otros.
Este disco contiene 11 temas inéditos inspirados por grandes compositores como Reyli, Amaury Gutiérrez, Noel Schajris, Miguel Luna, Edgar Cortazar, William Paz, Diane Warren y el propio Baqueiro, con sonidos mid, uptempos, baladas y en cuestiones de ritmo se integra ciertos tintes latinos que Yahir nunca había usado. Fue grabado en 2 meses en el estudio Iglo Music en Los Ángeles, California donde contó con la participación de Jimmy Johnson en el bajo (James Taylor), Dean Parks en guitarras (Steely Dan) y John Gilutin (Linda Ronstadt). Para la mezcla del álbum participó Gustavo Borner, ganador de Grammy y Latin Grammy.
Los temas que conforman este álbum son «Viviré», «Si te piden tiempo», «Adiós para siempre», «Se que perdí»; «Renunciar a ti», «Nunca aprendimos», «Ella me acepta como soy», «Caminito de besos», «En ti», «Cuando se quiere»; «Si te veo llegar» «(listen with your heart)».
Es justamente «Viviré» fue tema que se escogió como primer sencillo de este álbum, mismo que se lanzó a radio el 16 de febrero siendo su lanzamiento oficial el 24 de marzo en toda Latinoamérica. Este álbum logró disco de oro.Posterior a su participación en la telenovela «Quiéreme tonto» (renombrada después Quiéreme) lanza un recopilatorio del último nombre mencionado. 

### 2012:Vl -Homenaje a Camilo Sesto
En 2012 Yahir lanza su sexto álbum de su carrera titulado «Vl»; un disco que incluye canciones de Camilo Sesto.
El álbum incluye 12 éxitos del cantante español como «Amor no me ignores», «Perdóname», «Jamás», «Quererte a tí», «El amor de mi vida», «Amor de mujer», «La culpa ha sido mía» y «Vivir sin tí» son apenas una muestra de la gran selección de temas que incluye el álbum, el cual logró disco de oro y fue lanzado el 8 de mayo del mismo año.
La producción de «Vl» corrió a cargo de Bob Benozzo (pieza clave de algunos de los éxitos de artistas tales como Alejandro Sanz, Ricardo Montaner y Emmanuel, entre otros, y fue grabado en su totalidad en la ciudad de Milán, Italia; durante el último trimestre del 2011. El tema «Si tú te vas» fue el primer sencillo que se desprendió del álbum, que logró colocarse número uno de las listas de popularidad radial.

### 2013 - 2015: Zona Preferente
En 2013 Yahir presenta su primer álbum de éxitos en vivo «Zona preferente». El primer sencillo promocional es el tema «El alma en pie» a dueto con Yuridia, que fue lanzado a toda la radio a nivel nacional, el pasado 24 de junio. El disco fue producido por el productor de origen italiano Bob Benozzo, incluye 3 temas inéditos y 15 canciones que resumen la trayectoria discográfica del cantante sonorense. El álbum logró disco de oro en México.

### 2016-: +Allá
El 27 de mayo de 2016 Yahir lanza su séptimo álbum titulado «+Allá» (Más allá) siendo el tema «Me rindo» su primer sencillo promocional. Fue grabado bajo la producción de Ettore Grenci en la ciudad de Los Ángeles, California. El cantante Yahir participó como compositor y productor en la mitad de los temas que lo integran. Algunos de los compositores que participan son Paulino Monroy, Ángela Dávalos, Jannette Chao, Bruno Danzza, William Paz, Yoel Henríquez, entre otros.
Trabajó ese mismo año en la telenovela Mi marido tiene familia de la cadena mexicana Televisa, donde compartió créditos con Silvia Pinal, Zuria Vega, Daniel Arenas, Diana Bracho, Rafael Inclán y Jessica Coch. Para dicha telenovela lanzó en 2017 la canción «Llegaste a mi vida» escrita por José Luis Roma. En 2018 lanzó junto con "La mafia" el tema «Estás tocando fuego».

### 2019:La vozy Entre nosotros dos
En 2019 es seleccionado para participar como entrenador en el reality show de canto La voz, por primera vez en TV Azteca, estrenado en la fecha del 12 de marzo del mismo año en dicha televisora, participando junto a Belinda, Ricardo Montaner y Lupillo Rivera como los entrenadores de la edición, en donde Yahir quedó en segundo lugar junto con el participante Leo Rosas.
Al poco tiempo lanza su sencillo titulado Entre nosotros dos durante su participación en el reality. También participó en la primera y segunda edición de La voz senior en México.

### 2024: Fuego y Dame tu amor
En 2024 Yahir regresa a la música, de la mano de María León, quien comparte el videoclip titulado Dame tu amor, seguido lanzan su segundo tema llamado Ya no somos ni seremos, de Christian Nodal.
Previo a este dúo musical, en 2025 participa en el concurso Juego de voces de TelevisaUnivision.
Durante su participación lanza el sencillo Antes de renunciar de parte de la disquera OCESA Seitrack.
Tiempo después, finalizada su participación, realiza la gira Entre Cómplices Tour junto con María León, Lucerito Mijares y Alexander Acha.

## Vida privada
En 1998 procreó a su hijo Tristán, fruto de su relación con su pareja sentimental Jaqueline.

## Filmografía
| Año       | Título                          | Personaje                         | Nota                                             |
| --------- | ------------------------------- | --------------------------------- | ------------------------------------------------ |
| 2002      | La Academia                     | Él mismo                          | Concursante (temp. 1); 23 episodios              |
| 2003      | Enamórate                       | Yahir Jiménez                     | Rol principal; 125 episodios                     |
| 2003      | Desafío de estrellas            | Él mismo                          | Concursante (temp. 1); 15 episodios; Ganador     |
| 2003      | Homenaje a                      | Él mismo                          | Concursante; 11 episodios                        |
| 2003      | Estrellas de novela             |                                   | Interpreta tema principal                        |
| 2004      | Soñarás                         | Rey                               | Rol principal; 135 episodios                     |
| 2004      | Sexos en guerra                 | Él mismo                          | Invitado especial                                |
| 2005      | Top models                      | Él mismo                          | Invitado especial                                |
| 2005      | Te regalo mi canción            | Él mismo                          | Invitado musical                                 |
| 2006      | Desafío de estrellas 2          | Él mismo                          | Invitado musical                                 |
| 2007      | La vida es una canción          | Pedro                             | Ep. «Ellas»                                      |
| 2007-2008 | Bellezas indomables             | Manuel Villazón / Fernando Blanco | Rol principal; 180 episodios                     |
| 2010      | Quiéreme tonto                  | Guillermo Romeo                   | Rol principal 107 episodios                      |
| 2012      | La Academia 10 años             | Él mismo                          | Crítico (Jurado)                                 |
| 2014      | El hormiguero                   | Él mismo                          | Invitado especial                                |
| 2017      | Mi marido tiene familia         | Xavi Galán                        | Recurrente (temp. 1); 102 episodios              |
| 2019      | La voz México                   | Él mismo                          | Juez (temp. 1); 48 episodios; Segundo lugar      |
| 2019      | La voz senior México            | Él mismo                          | Juez (temp. 1); 10 episodios                     |
| 2021      | La voz senior México            | Él mismo                          | Juez (temp. 2); 7 episodios                      |
| 2021      | La desalmada                    | Santiago Ramírez                  | Recurrente                                       |
| 2022      | Tu cara me suena Estados Unidos | Él mismo                          | Participante (temp. 2); 10 episodios / finalista |
| 2022      | La Academia 20 años             | Él mismo                          | Presentador; 18 episodios                        |
| 2025      | Juego de voces                  | Él mismo                          | Participante                                     |

## Discografía
| Álbumes de estudio - Yahir (2003) - Otra Historia de Amor (2004) - No te apartes de mí (2005) - Con el alma entre las manos (2006) - Elemental (2009) - Sexto (2012) - +Allá (2016) | Recopilatorios - Recuerdos (2007) - Quiéreme - Elemental Reloaded (2009) - Las mejores baladas del pop (2011) - Zona Preferente (2013) - Live CD + DVD |

## Giras musicales
- 2003-2004: Yahir, Cámino Al Éxito
- 2005-2006: No Te Apartes De Mí
- 2007-2008: Recuerdos
- 2013-2014: Zona Preferente
- 2016-2017: +Allá Tour
- 2019: Pura Vida Tour
- 2024-2025: Fuego
- 2025: Entre Cómplices Tour